# 사랑은 없다
《사랑은 없다》는 1994년 8월 24일부터 1994년 12월 14일까지 방영된 SBS 수목드라마이다.

## 기획 의도
'착한 여자 콤플렉스'를 가진 보수적인 여성과 '성공하는 여자 콤플렉스'를 가진 90년대식 현대 여성. 두 가지 상반된 콤플렉스를 가진 여성을 해부해 보는 드라마

## 등장 인물

### 주인공
- 황신혜 : 이화영 역 - 여고 3년생, 양조장 집 딸, 당차고 드센 여자의 표본
- 최명길 : 한소진 역 - 여고 3년생, 지방 소도시 교장 선생님의 딸, 착한 여자의 전형

### 화영네
- 주현 : 이사장 역 - 화영의 아버지, 양조장 사장
- 이효정 : 이상철 역 - 화영의 오빠, 숱한 여성 편력과 반항아적 기질의 소유자
- 조형기 : 천식 역 - 지능이 모자라 늘 화영에게 구박당함

### 그 외 인물
- 이상우 : 우남 역 - 화영, 소진의 동료
- 이진우 : 홍명원 역 - 화영, 소진의 동료
- 송채환 : 홍미희 역
- 김석옥
- 김승환
- 박혜숙
- 윤해영
- 이호성
- 최선자
- 최준용
- 공형진
- 김희정

## 참고 사항
- 1994년 봄에 막을 내린 <결혼>을 히트시킨 오종록 PD, 작가 조희, 배우 최명길이 다시 한 번 만나 화제를 모았으나[2], 주인공 황신혜와 최명길의 여고생 분장이 어색하다는 지적이 있었으며 결국 기대 이하의 성적에 그쳤다.
- 아버지-아들 간의 패륜적인 대화, 동거하던 여성에게 낙태를 강요하는 장면 등 여러 차례의 반복적인 폭력 묘사와 비속어 사용으로 물의를 빚었으며[3] 방송위원회는 해당 드라마에 대해 사과명령 조처를 내리기로 결정하였다.[4]

## 결방
- 1994년 9월 21일 - 추석 특집 프로그램 편성